# Ferocactus emoryi
Ferocactus emoryi – jeden z gatunków ferokaktusa pochodzący z Meksyku i USA.

## Morfologia i biologia
Jest duży, początkowo kulisty lecz z czasem walcowaty. Osiąga 1,5 m wysokości i 60 cm średnicy. Ma po 30–32 żeber z dużymi, brązowymi, wełnistymi areolami, osadzonymi co 2–3 cm. Z każdej wyrasta po 5–8 białych lub czerwonych cierni bocznych, długości do 6 cm i jeden płaski, haczykowaty cierń środkowy, długości do 8 cm. Kaktus kwitnie latem, jego kwiaty są dzienne. Wyrastają na wierzchołku rośliny, są żółte lub czerwonożółte.

## Uprawa
Sukulent wymaga pełnego nasłonecznienia i temp. min. 10 °C.